# Música da França

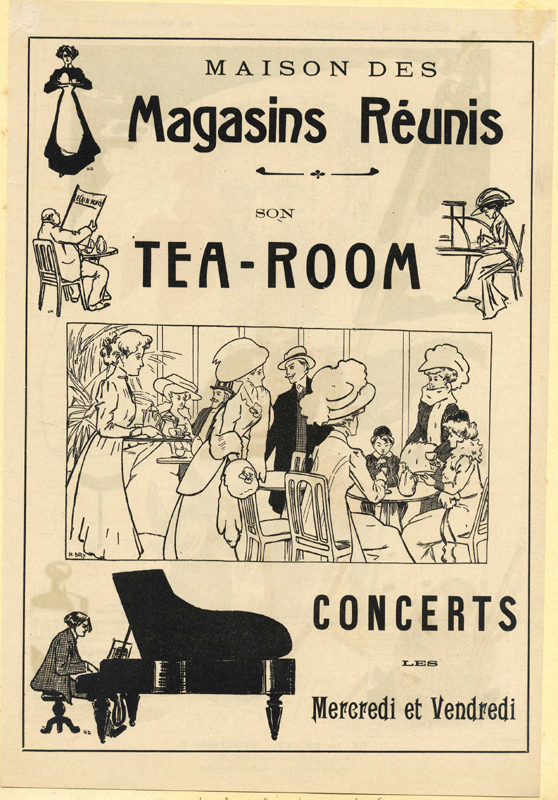
Este é um anúncio para concertos realizados no Salão de Chá do Nancy's Magasins Réunis às quartas e sextas-feiras, ilustrado com desenhos de homens e mulheres elegantes sentados às mesas e um pianista tocando um piano de cauda.

A França há muito tempo é considerada um centro europeu para a arte e música. Este país traduz uma grande variedade de folclore sertanejo , assim como estilos diversos, naturais dos imigrantes da África, América Latina e Ásia. No campo da música clássica, a França já produziu inúmeros compositores, enquanto que na vertente de música pop assiste-se agora a um despertar do rock francês, hip hop, techno/funk e mesmo pop. A França é um país bastante grande com várias culturas diferentes.

## Bandas
- ADX
- Daft Punk
- Noir Désir
- Nouvelle Vague
- Louise Attaqua

## Cantores
- Camille Dalmais
- Charles Aznavour
- Charles Trenet
- Dalida
- Édith Piaf
- France Gall
- Françoise Hardy
- Frida Boccara
- Indila
- Julie Delpy
- Léo Ferré
- Louane Emera
- Maurice Chevalier
- Mireille Mathieu
- Mylène Farmer
- Nolwenn Leroy
- Serge Gainsbourg
- Serge Reggiani

## Compositores
- Cécile Chaminade
- Eddy Marnay
- Michel Legrand
- Erik Satie
- Claude Debussy
- Maurice Jarre
- Georges Bizet
- Jean Michel Jarre
- Francis Lai
- Jean-Jacques Perrey
- Stomae
- Yann Tiersen
- Boris Vian